# Libertino
Um libertino é uma pessoa desprovida da maioria dos princípios morais, senso de responsabilidade ou restrições sexuais, que são vistas como desnecessárias ou indesejáveis, especialmente alguém que ignora ou mesmo despreza a moral aceita e as formas de comportamento santificadas pela sociedade em geral. A libertinagem é descrita como uma forma extrema de hedonismo.  Os libertinos valorizam os prazeres físicos, ou seja, aqueles experimentados através dos sentidos. Como filosofia, a libertinagem ganhou novos adeptos nos séculos XVII, XVIII e XIX, particularmente na França e na Grã-Bretanha. Notáveis entre estes foram John Wilmot, 2º Conde de Rochester, e o Marquês de Sade.

## História
A palavra foi cunhada por João Calvino para depreciar opositores de suas políticas em Genebra, Suíça. Este grupo, liderado por Ami Perrin, argumentou contra a "insistência de Calvino de que a disciplina da igreja deveria ser aplicada uniformemente contra todos os membros da sociedade genebrina". Perrin e seus aliados foram eleitos para o conselho da cidade em 1548, e "ampliou sua base de apoio em Genebra, despertando o ressentimento entre os habitantes mais velhos contra o número crescente de refugiados religiosos que fugiam da França em números ainda maiores". Em 1555, os calvinistas estavam firmemente no conselho da cidade de Genebra, então os libertinos, liderados por Perrin, responderam com uma "tentativa de golpe contra o governo e pediram o massacre dos franceses. Este foi o último grande desafio político que Calvino teve que enfrentar". enfrentar em Genebra".